# Schodiště ke sv. Janu
Schodiště ke sv. Janu je komunikací spojující Třebeš, místní část Hradce Králové, se hřbitovem při kostelu sv. Jana Křtitele. Na původní určení odkazuje kromě polohy také zazděná hřbitovní brána, u které schodiště končí. Umístěno je v severním svahu Kopce sv. Jana a sestává z pískovcových stupňů doplněných cihlovými štěty.

## Historie
Je pravděpodobné, že jako přirozená spojnice mezi Třebší a hřbitovem byla cesta využívána již ve starších dobách. Mapování stabilního katastru (1840) eviduje pozemek, na kterém se dnes nachází schodiště, jako obecní pastvinu, úzký pruh země propojující polní komunikace v Podzámčí s obecní cestou na Kopci. Hranice této parcely již odpovídá stavu zaneseném v současné katastrální mapě.
Stávající schodiště bylo zřízeno roku 1888 celkovým nákladem 374 zlatých a 53 krejcarů. Z toho částkou 7 zlatých a 8 krejcarů přispěl pan Hodek (snad Josef – pozdější starosta Třebše). Pískovcové stupně byly dovezeny z Opočna a Boháňky, cihly ze Společné cihelny ve Svobodných Dvorech a vápno z Pardubic.
Počátkem roku 1900 vydatné deště podmáčely jílové podloží severního svahu natolik, že na Velikonoce se pod Kavalírovou vilou uvolnil široký pás půdy, který schodiště zasypal. O jeho opravách toho roku zpravuje záznam v knize obecních účtů.
Dle zápisu v obecní kronice k roku 1927 mělo schodiště 88 stupňů (materiál kronikář Josef Blatník nesprávně identifikuje jako opuku). Od Třebše se sem přicházelo asi po 90 krocích od odbočení z polní cesty na úpatí. Již v té době mělo být schodiště ve velmi špatném stavu a chůze po něm zejména v zimě nebezpečná. Ve spodních partiích probíhalo další sesouvání půdy.
Důkazem setrvalého užívání cesty je zápis o schůzi obecního zastupitelstva v Třebši z 25. února 1930, kde na základě návrhu Jana Smotlachy došlo k rozhodnutí opatřit schodiště z jedné strany dřevěným zábradlím.
Podstatné části svého kontextu bylo schodiště zbaveno v důsledku rozorání polních cest v Podzámčí, ke kterému došlo během kolektivizace. Přesto je nadále, navzdory svému stavu, využíváno jako součást širšího zázemí lesoparku pod Rozárkou.

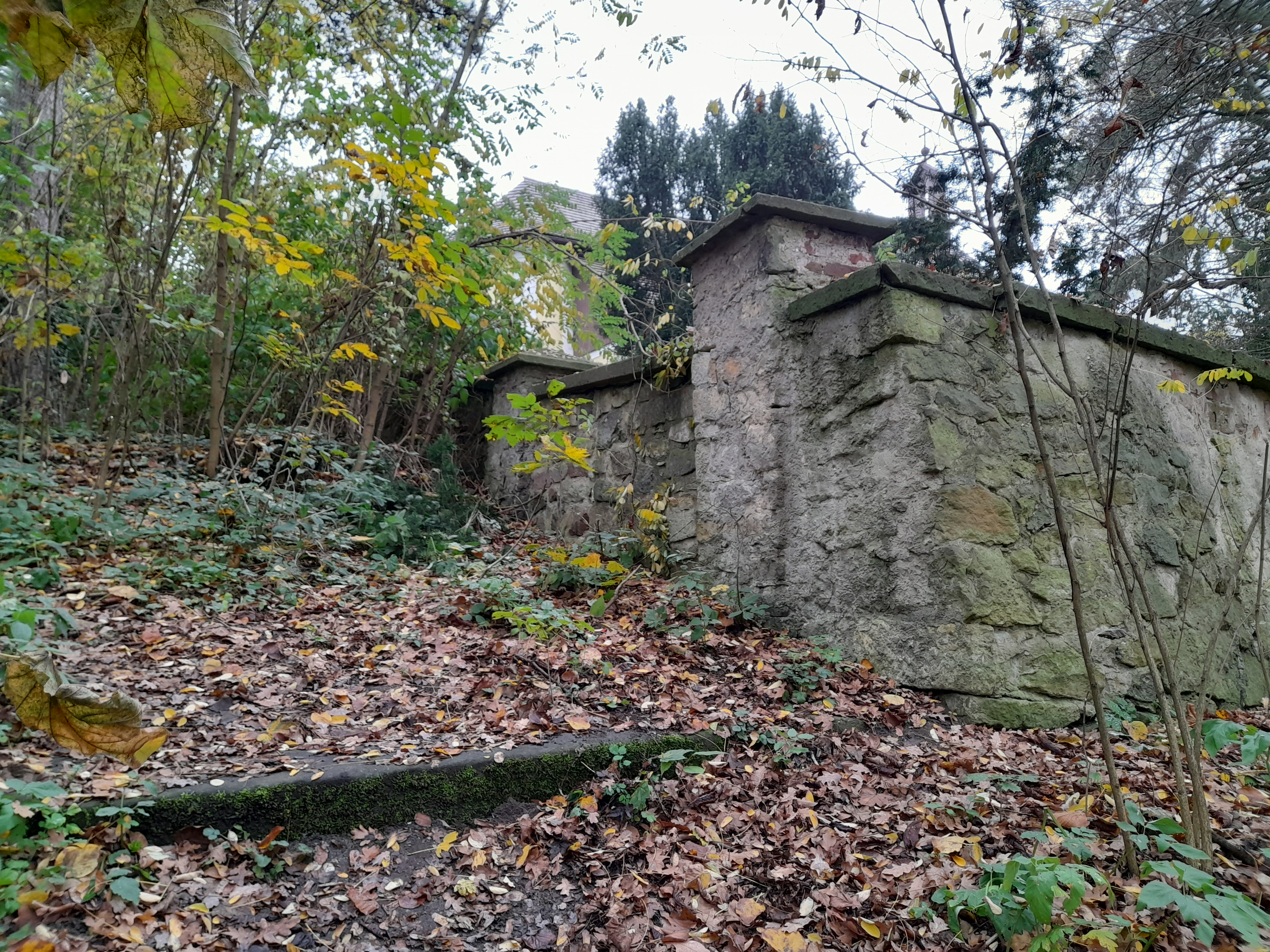
Schodiště stoupá k dnes již zazděné zadní bráně na hřbitov.
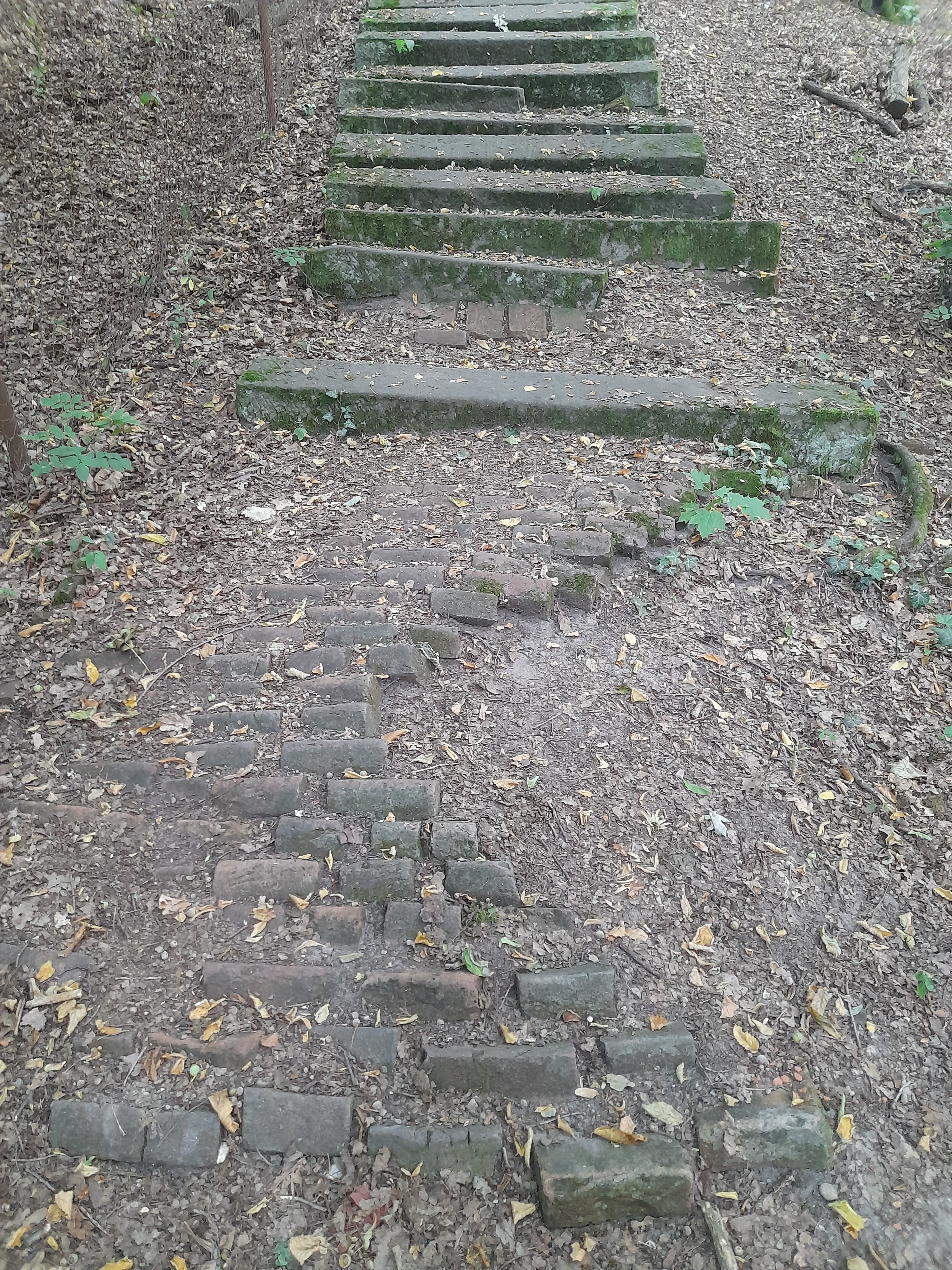
Pískovcové stupně místy doplňuje cihlové štětování.
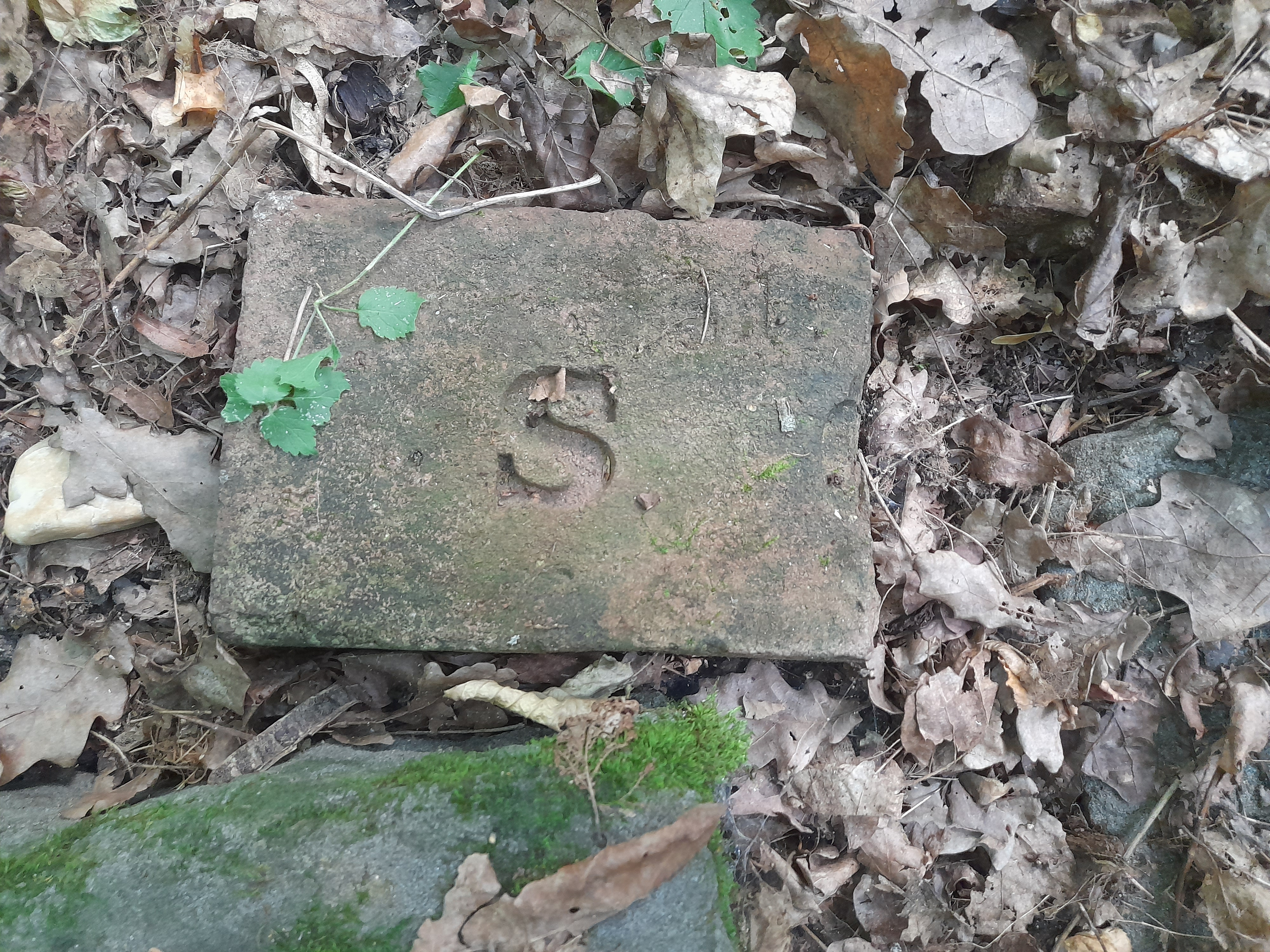
Fragment cihly ze Společné cihelny
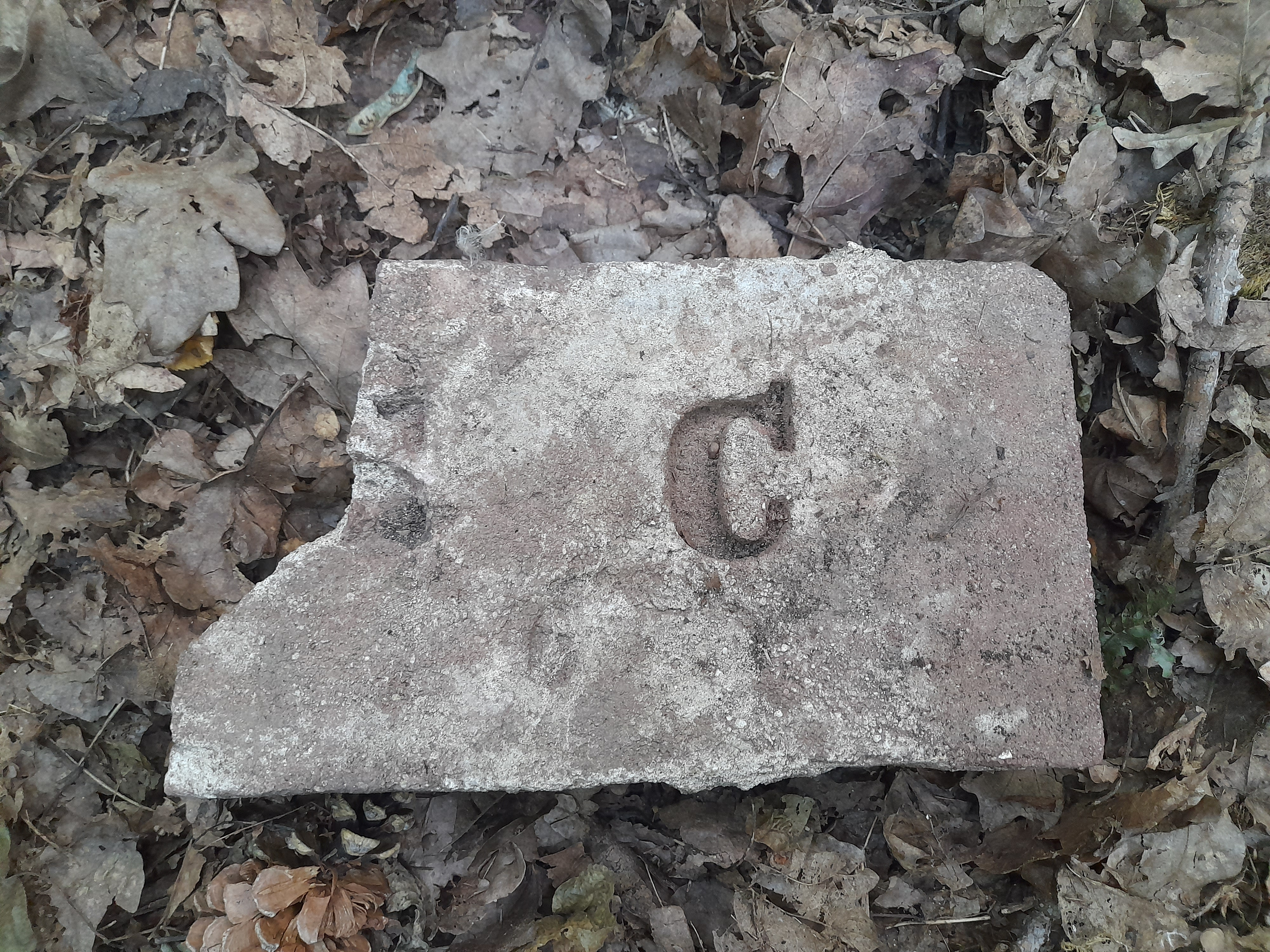
Fragment cihly ze Společné cihelny